# Sprechgesang

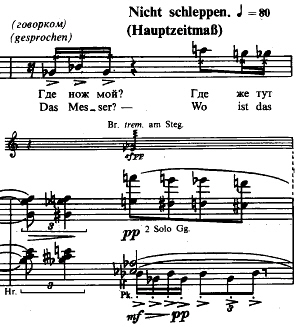
Sprechgesang

Sprechgesang (alemão: [ˈʃpʀɛçɡəˌzaŋ], "canção falada") e Sprechstimme (alemão: [ˈʃpʀɛçˌʃtɪmə], "vocal falado") são técnicas vocais expressionistas usadas para cantar e falar. Embora às vezes usado de forma intercambiável, Sprechgesang está diretamente relacionado à maneira operativa recitativa de cantar, enquanto Sprechstimme está mais perto da fala em si.

## Sprechgesang
O Sprechgesang pode ser traduzido para o português como "canto falado". Segundo o jornal Estadão, é uma "forma de declamação que paira entre a fala e o canto".
Ele está mais alinhado com as técnicas musicais de recitativo há muito usadas do que o Sprechstimme. O termo geralmente é empregado desta maneira no contexto das óperas românticas alemãs ou "dramas musicais" que foram compostos por Richard Wagner e outros no Século XIX. Assim, o Sprechgesang é muitas vezes apenas uma alternativa alemã ao recitativo.

## Sprechstimme
O primeiro uso conhecido desta técnica foi na ópera Königskinder por Engelbert Humperdinck (1897), mas mais frequentemente é associado com os compositores da Segunda Escola Vienense, especialmente com Pierrot Lunaire, um ciclo de canções composto por Arnold Schönberg e estreado em 1912
The Last Poets, um grupo de jazz vocal, publicou músicas usando performances vocais semifaladas. Mais tarde, a cultura Hip Hop popularizou o rap do final da década de 1970 em músicas baseadas no jazz e no funk, baseadas nas tradições musicais africanas. Anteriormente, desde os anos 1960, o reggae jamaicano também popularizou uma fórmula similar em bases rítmicas típicas da ilha.